# Nationella universitetet för statsvetenskap och offentlig förvaltning
Nationella universitetet för statsvetenskap och offentlig förvaltning (rumänska: Școala Națională de Studii Politice și Administrative din București, SNSPA) är ett universitet i Bukarest, Rumänien. Universitetet grundades 1991 och var ursprungligen en del av statsvetenskapliga fakulteten vid Bukarests universitet.